# Hylexetastes
Hylexetastes es un género de aves paseriformes perteneciente a la familia Furnariidae, subfamilia Dendrocolaptinae. Agrupa a especies nativas de América del Sur, donde se distribuyen en la cuenca amazónica y en el escudo guayanés.  A sus miembros se les conoce por el nombre común de trepatroncos y también trepadores.

## Etimología
El nombre genérico masculino «Hylexetastes» se compone de las palabras del griego «ὑλη hulē  que significa ‘bosque’, ‘selva’, y «εξεταστης exetastēs» que significa ‘examinador’.

## Características
Los trepatroncos de este género son grandes, de cuerpo robusto, miden entre 26,5 y 29 cm de longitud. Sus picos son fuertes, rectos y de color rojo oscuro. Son de color pardo, en general, con ligeras variaciones de tonalidad. Sus largas colas rígidas tienen astas expuestas que usan como apoyo para subir troncos y ramas, como pájaros carpinteros. Son arborícolas, y son encontrados principalmente en selvas húmedas amazónicas. Son seguidores frecuentes de regueros de hormigas guerreras para capturar las presas que estas espantan al pasar, también se juntan a bandadas mixtas de alimentación con frecuencia. Son bastante furtivos y no muy vocales. Todas las especies son escasas, raras y difíciles de ser observadas.

## Taxonomía
La especie H. uniformis y su subespecie Hylexetastes uniformis brigidai son tratadas como subespecies de H. perrotii por las clasificaciones Aves del Mundo (HBW) y Birdlife International (BLI) con base en las similitudes morfológicas y de vocalización. Sin embargo, un estudio filogenético reciente confirmó que la especie H. perrotii es parafilética, dando respaldo a autores anteriores con respecto a la separación de las especies, todas alopátricas, cada una distribuida en uno de los interfluvios amazónicos, separados por los grandes ríos de la región. 
Con base en los estudios filogenéticos mencionados, el Comité de Clasificación de Sudamérica (SACC) en la Propuesta N° 897 aprobó la separación de H. uniformis pero mantuvo a H. brigidai como subespecie de la misma.

## Especies
Según las clasificaciones del Congreso Ornitológico Internacional (IOC) y Clements checklist/eBird v.2021 el género agrupa a las siguientes especies con el respectivo nombre popular de acuerdo con la Sociedad Española de Ornitología (SEO), u otro cuando referenciado:
| Imagen | Nombre científico        | Autor              | Nombre común               | Estado de conservación | Distribución |
| ------ | ------------------------ | ------------------ | -------------------------- | ---------------------- | ------------ |
|        | Hylexetastes stresemanni | Snethlage, 1925    | trepatroncos de Stresemann | LC                     |              |
|        | Hylexetastes perrotii    | (Lafresnaye, 1844) | trepatroncos piquirrojo    | LC                     |              |
|        | Hylexetastes uniformis   | Hellmayr, 1909     | trepatroncos uniforme      | NE                     |              |